# Míkovice
Míkovice jsou část města Uherské Hradiště v okrese Uherské Hradiště ve Zlínském kraji.

## Název
Podoba jména vesnice se postupně proměňovala. Dva nejstarší doklady z roku 1258 a 1301 mají podobu asi Miňojovice (zapsáno Minogwicz a Minoguich), doklady ze 14. a 15. století mají podobu Měníkovice, od roku 1538 je v dokladech vždy Míkovice (v pravopisných variantách). První a druhý doklad je nejistý, pravděpodobně je výsledkem písařské chyby. Základem další podoby bylo osobní jméno Měník, zdrobnělina jména Měna, jehož základem bylo sloveso mieniti - "domnívat se". Tvar Míkovice pak vznikl buď z předchozího krácením nebo bylo jeho základem jiné osobní jméno, Mík(a), domácká podoba jména Mikuláš, případně jiného jména začínajícího na Mi- (např. Milobud). Důvod střídání jmen je neznámý. Všechny podoby jména vesnice byly původně pojmenováním obyvatel vsi (zakončení -ici) s významem "Měníkovi/Míkovi/ (případně Miňojovi) lidé".

## Historie
Dle nejstarších listinných dokladů byly Míkovice založeny ve 12. století, první písemná zmínka o vesnici pochází z roku 1258. Původně existovaly dvoje Míkovice, Horní a Dolní, v 15. století už se prameny zmiňují pouze o jedné obci. V 17. století patřily do ostrožského panství. Obec byla značně poškozena při průjezdu bočkajovských vojsk v roce 1603, stejně tak při tazích vojsk během třicetileté války. Z údajů tzv. tereziánského katastru se zjišťuje na území obce poměrně velké množství vinohradů a sadů.
Při parcelaci v roce 1923 bylo z majetku kunovického velkostatku vyděleno 6 ha půdy a rozděleno deseti rolníkům z Míkovic. Ve třicátých letech proběhla elektrifikace obce a byla zrekonstruována část silnice z Brna do Trenčína vedoucí přes Míkovice. V prosinci roku 1944 byla do lesa na Hlubočku převedena skupina partyzánů, kterou však po prozrazení Němci vyvraždili. Míkovice byly osvobozeny 27. dubna 1945 Rumuny postupujícími od Hradčovic a Vlčnova. V roce 1946 byl dostavěn filiální kostel svaté Anežky České.

## Přírodní poměry
PP Olšava rozkládající se na 3,3 hektaru mezi Míkovicemi, Popovicemi a Podolím s posledním zbytkem neregulovaného koryta řeky Olšavy.
150 let starý Památný strom Hrušeň obecná na severovýchodním svahu nad přehradou.

## Obyvatelstvo
| Rok            | 1869 | 1880 | 1890 | 1900 | 1910 | 1921 | 1930 | 1950 | 1961 | 1970 | 1980 | 1991 | 2001 | 2011 | 2021 |
| -------------- | ---- | ---- | ---- | ---- | ---- | ---- | ---- | ---- | ---- | ---- | ---- | ---- | ---- | ---- | ---- |
| Počet obyvatel | 380  | 397  | 427  | 493  | 546  | 568  | 588  | 723  | 824  | 880  | 856  | 825  | 826  | 888  | 814  |
| Počet domů     | 79   | 81   | 84   | 93   | 104  | 109  | 141  | 171  | 188  | 205  | 206  | 245  | 245  | 281  | 293  |

## Obecní správa
Při sčítání lidu v letech 1850–1980 Míkovice byly samostatnou obcí v okrese Uherské Hradiště. Od 1. července 1980 jsou částí města Uherské Hradiště ve stejnojmenném okrese.

## Sport
SK Míkovice – Sportovní klub Míkovice je řádně sdružen v Českém svazu tělesné výchovy od 16. června 2003.